# 梁山駅

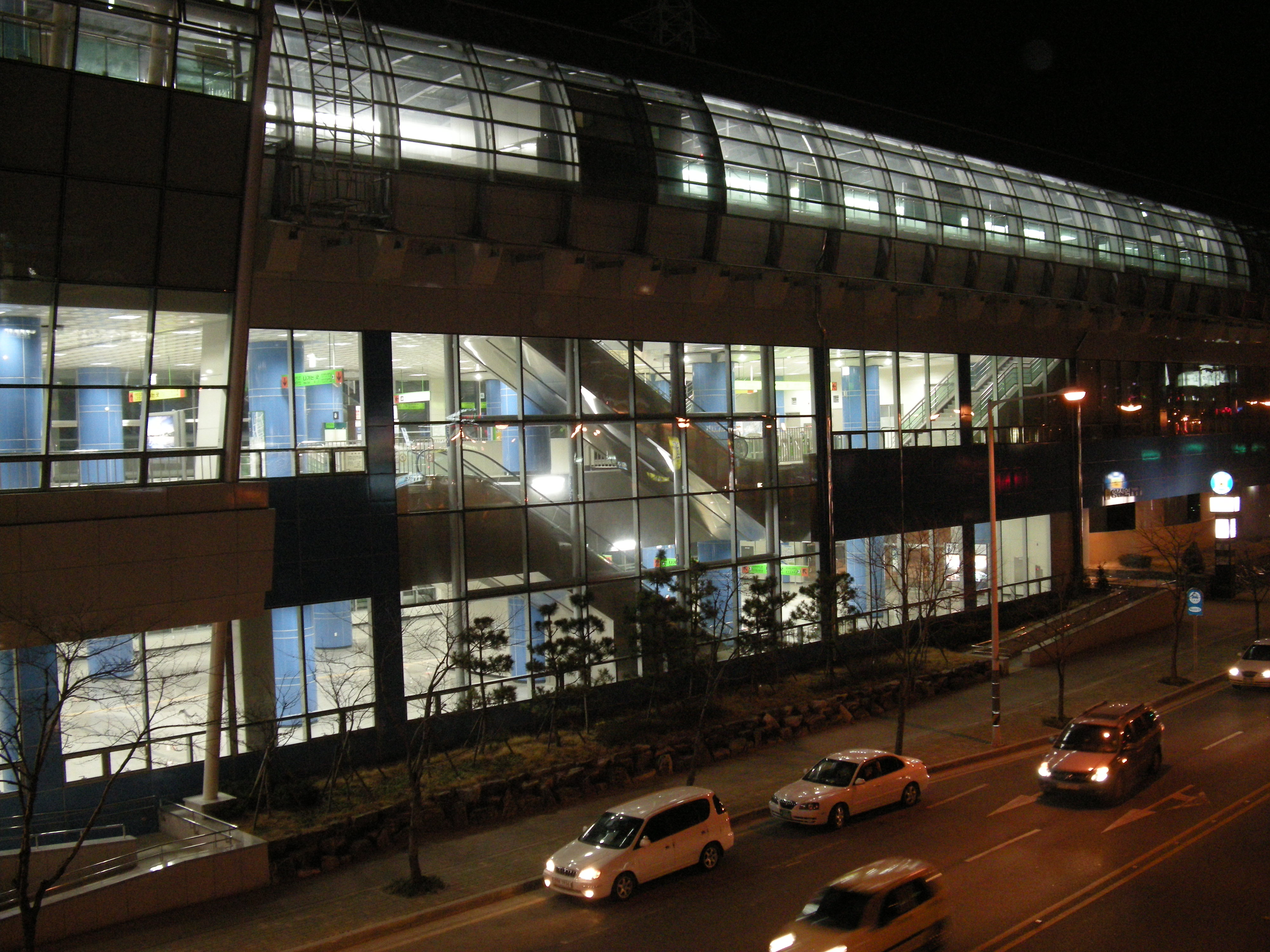
夜の梁山駅

梁山駅（ヤンサンえき）は、大韓民国慶尚南道梁山市にある釜山交通公社2号線の駅である。駅番号は243。
同線の終着駅で、「市庁」を副駅名としている。

## 駅構造
相対式ホーム2面2線の高架駅。フルスクリーンタイプのホームドアが設置されている。

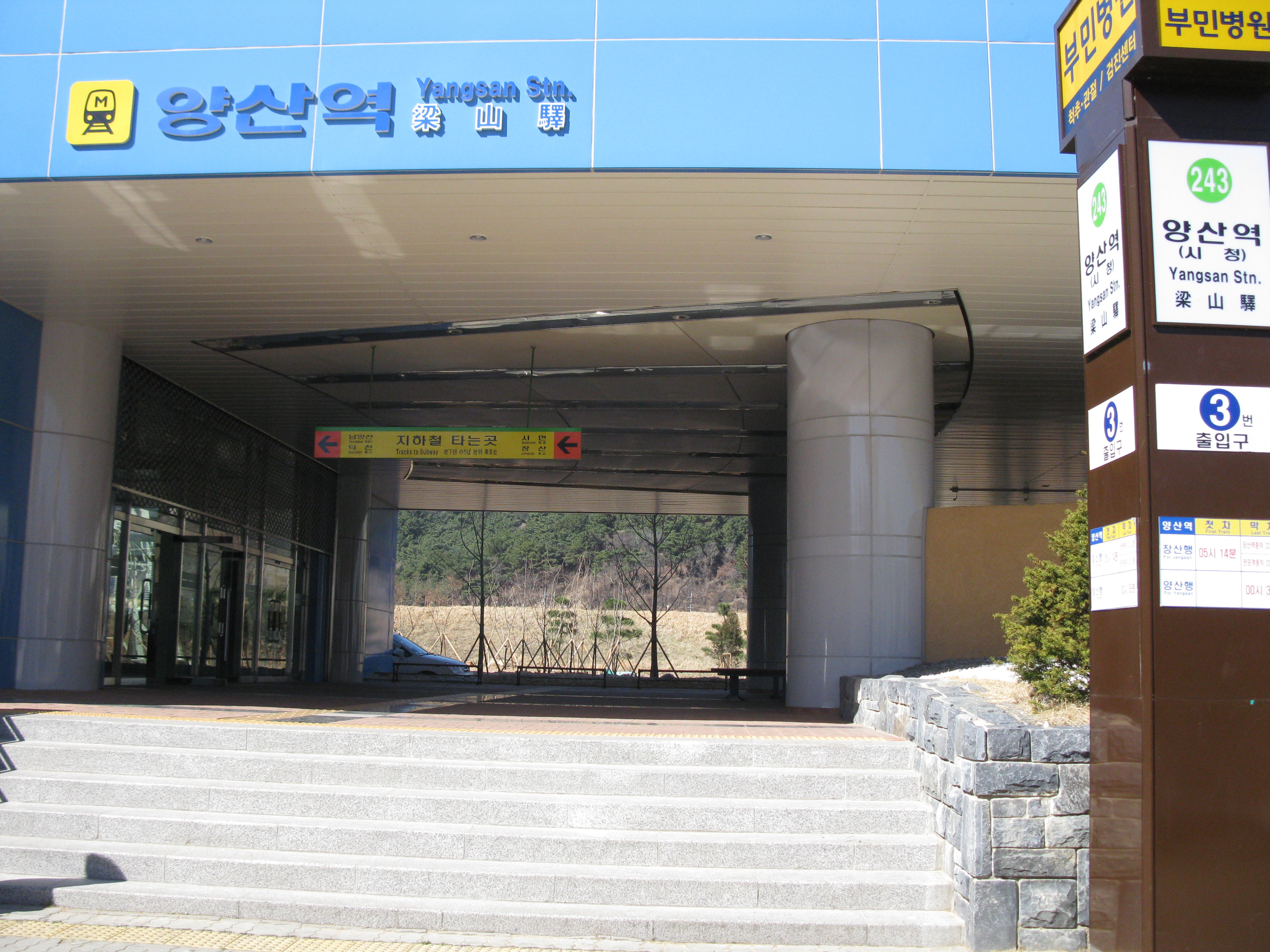
3番出入口
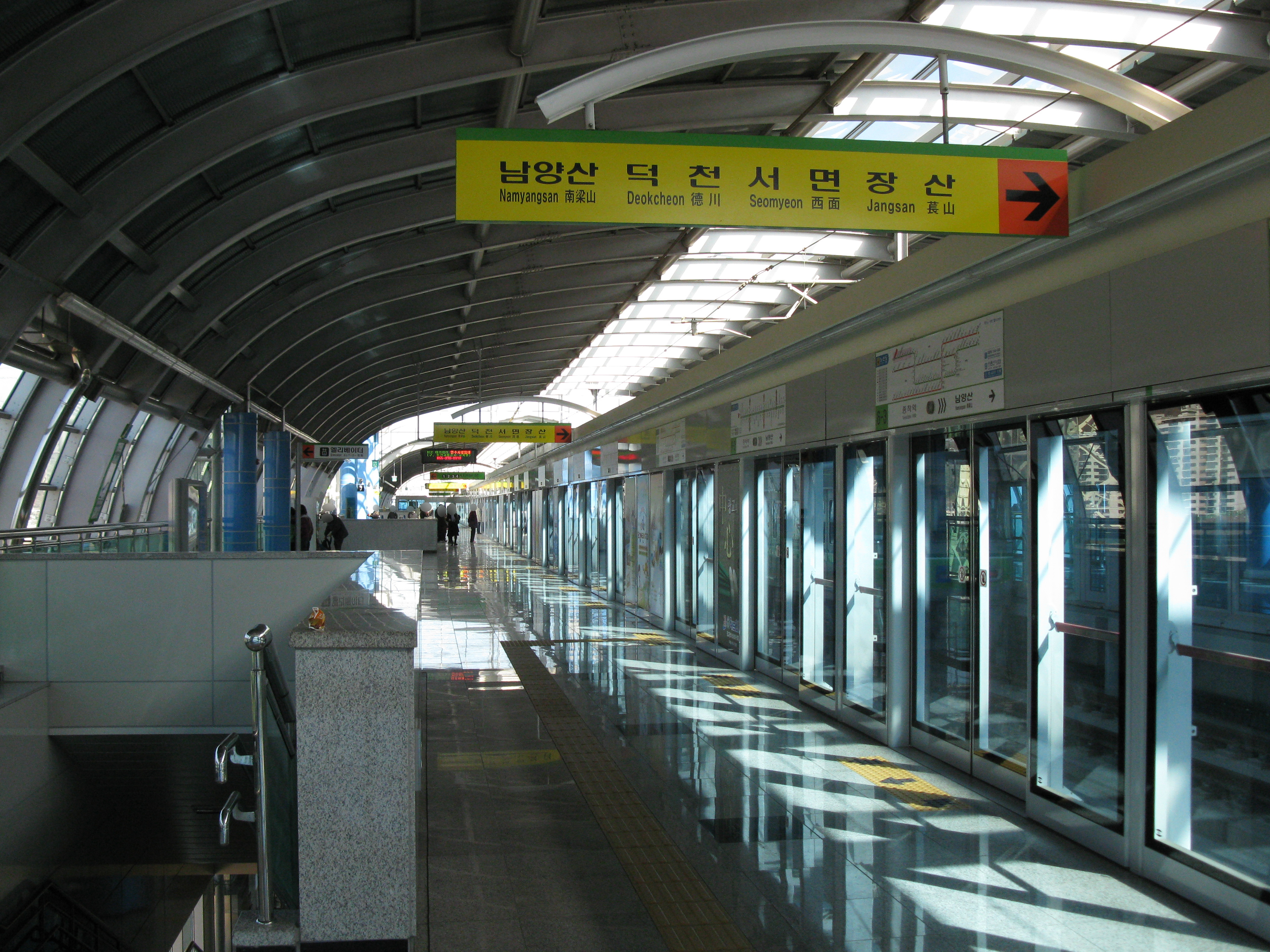
ホーム（2009年2月）
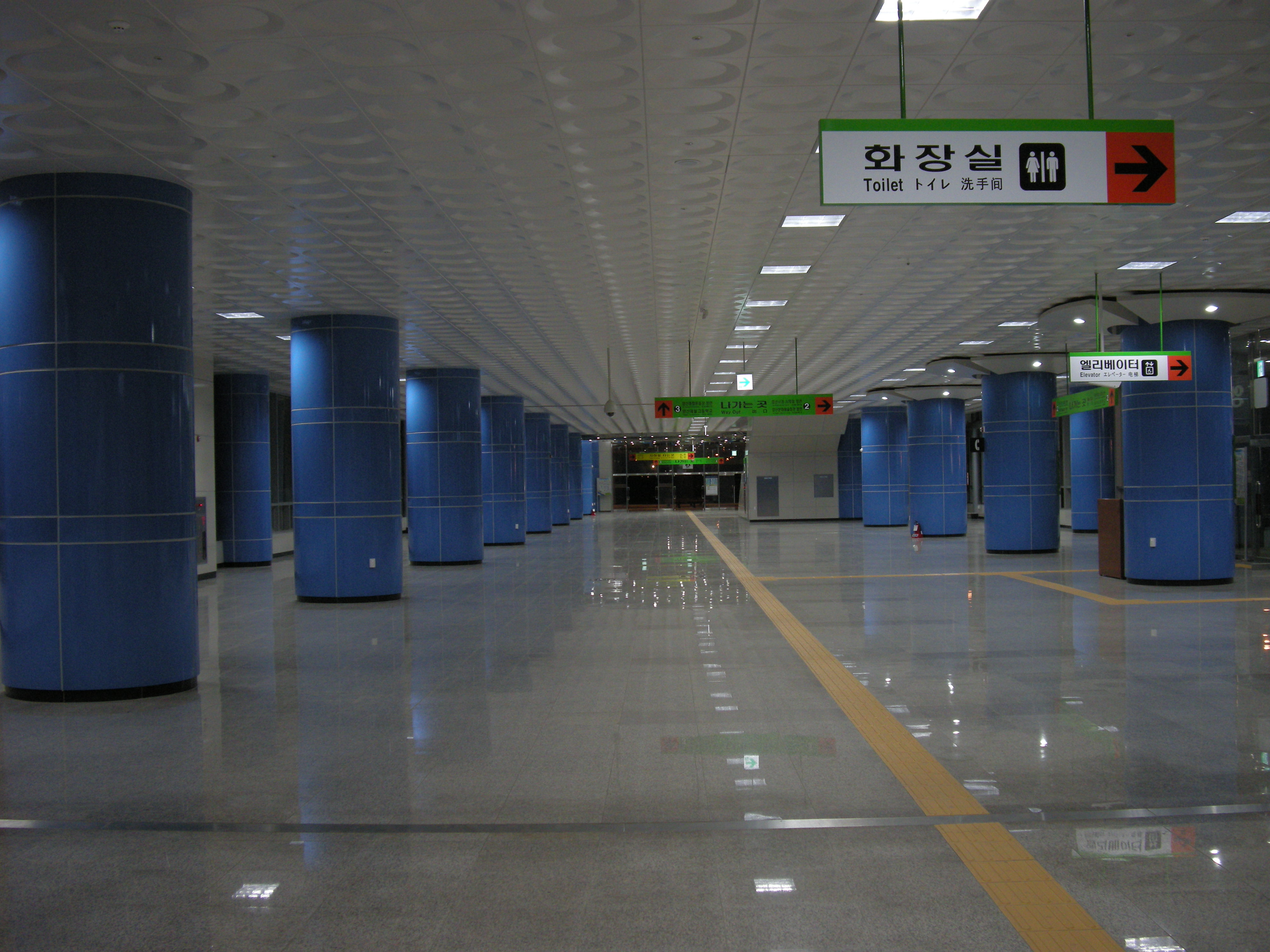
コンコース（2008年3月）
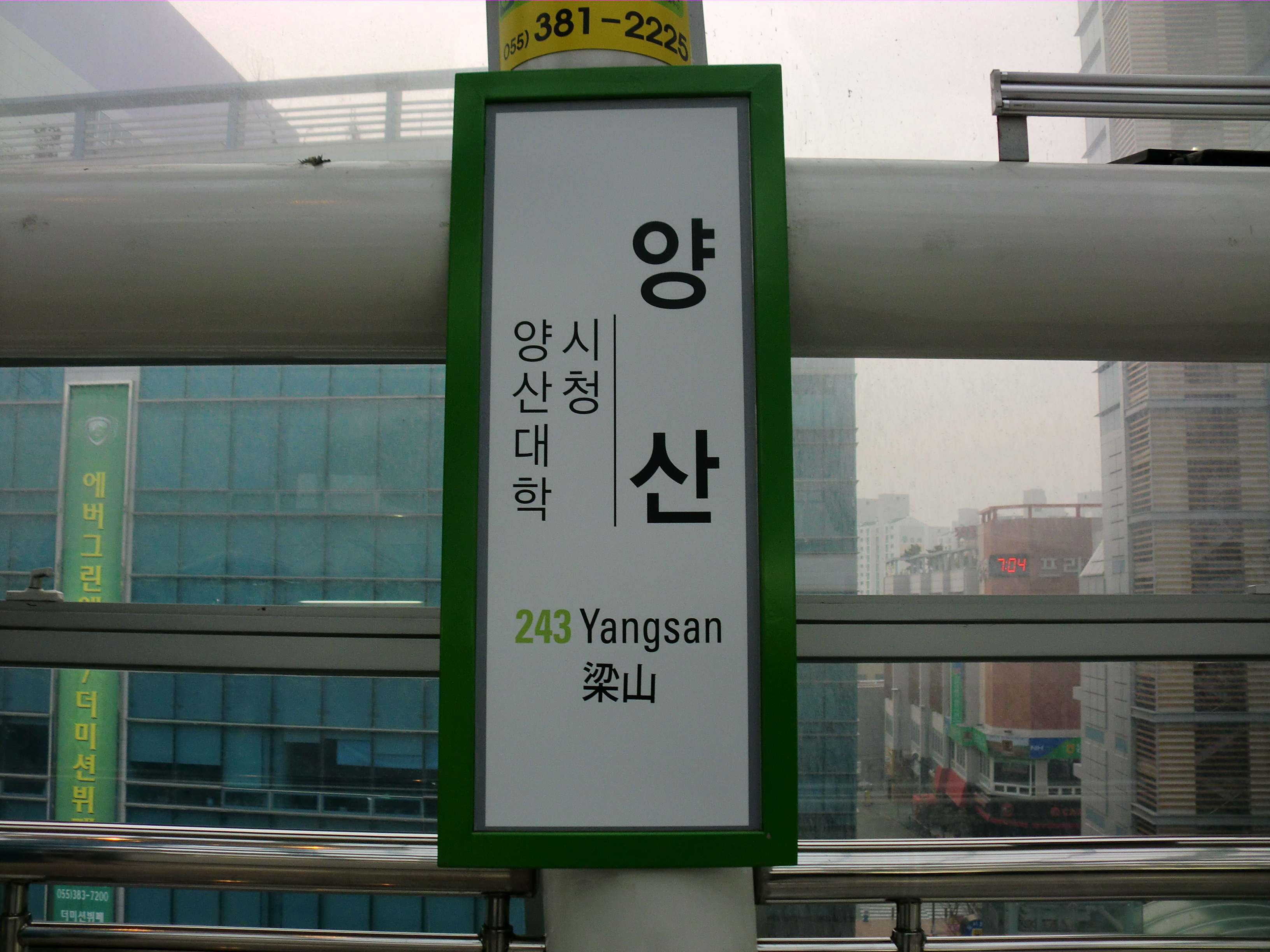
駅名標

### のりば
| 上り | 2号線 | 萇山方面 |
| 下り | 2号線 | 降車専用 |

## 駅周辺
- MODA Outlet（ショッピングモール）
- 梁山市外バスターミナル
- 梁山市庁
- 梁山南部高等学校
- 梁山中央中学校
- 国民銀行南梁山支店
- 釜山銀行南梁山支店
- ハナ銀行梁山支店
- Eマート梁山店

## 歴史
- 2008年1月10日 - 開業。

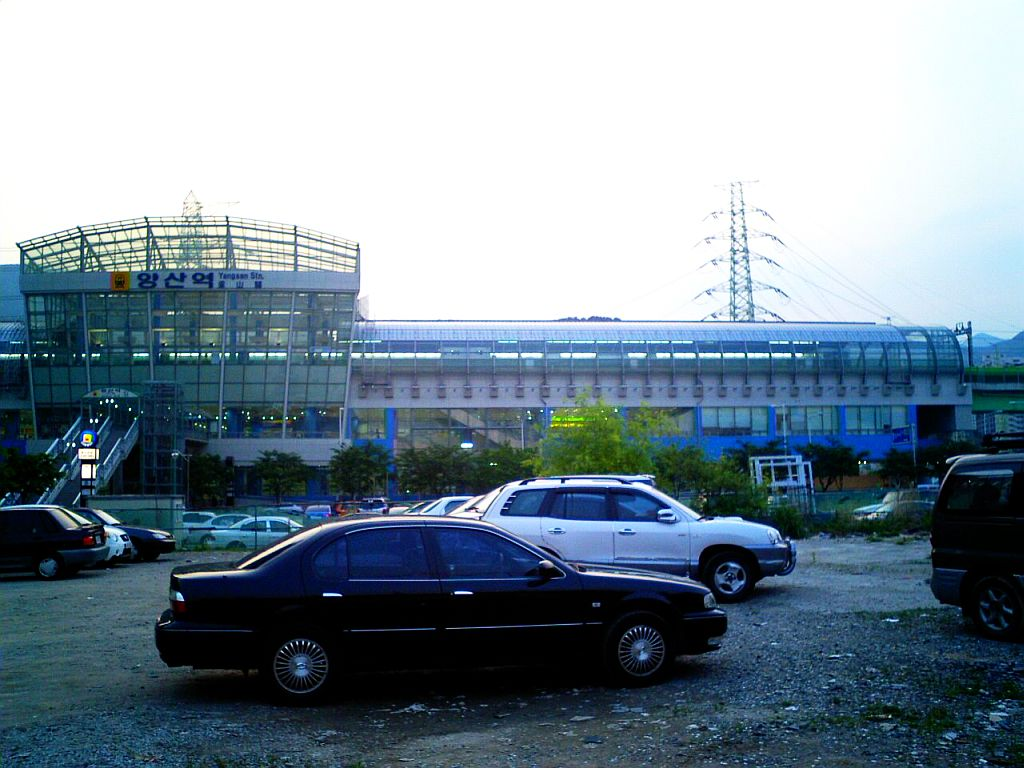
開業当時の駅舎（2008年2月）

## 隣の駅
釜山交通公社
 2号線
南梁山駅 (242) - 梁山駅 (243)